# Canton de Gergy
Le canton de Gergy est une circonscription électorale française, située dans le département de Saône-et-Loire en région Bourgogne-Franche-Comté.

## Géographie
Le canton s'étend sur 384 km2 dans le nord-est du département, en limite de la Côte-d'Or.

## Histoire
Un nouveau découpage territorial de Saône-et-Loire entre en vigueur à l'occasion des élections départementales de 2015. Il est défini par le décret du 18 février 2014, en application des lois du 17 mai 2013 (loi organique 2013-402 et loi 2013-403). Les conseillers départementaux sont, à compter de ces élections, élus au scrutin majoritaire binominal mixte. Les électeurs de chaque canton élisent au Conseil départemental, nouvelle appellation du Conseil général, deux membres de sexe différent, qui se présentent en binôme de candidats. Les conseillers départementaux sont élus pour 6 ans au scrutin binominal majoritaire à deux tours, l'accès au second tour nécessitant 12,5 % des inscrits au 1er tour. En outre la totalité des conseillers départementaux est renouvelée. Ce nouveau mode de scrutin nécessite un redécoupage des cantons dont le nombre est divisé par deux avec arrondi à l'unité impaire supérieure si ce nombre n'est pas entier impair, assorti de conditions de seuils minimaux. Dans la Saône-et-Loire, le nombre de cantons passe ainsi de 57 à 29.

## Représentation
| Période élective | Période élective | Mandat | Mandat   | Identité                | Nuance | Nuance | Qualité |
| ---------------- | ---------------- | ------ | -------- | ----------------------- | ------ | ------ | --- |
| 2015             | 2021             | 2015   | 2021     | Jean-Paul Diconne       |        | PS     | Retraité de l'enseignement Maire d'Allerey-sur-Saône (1983-2020) Ancien conseiller général du Canton de Verdun-sur-le-Doubs (2008-2015) |
| 2015             | 2021             | 2015   | 2021     | Violaine Thériot-Gillet |        | PS     | Responsable innovation Adjointe au maire de Gergy                                                                                       |
| 2021             | 2028             | 2021   | en cours | Nathalie Damy           |        | DVD    | Maire de Damerey |
| 2021             | 2028             | 2021   | en cours | Michel Duvernois        |        | DVD    | Ancien directeur de la coopérative Bourgogne du sud Premier adjoint au maire de Saint-Loup-Géanges                                      |

### Résultats détaillés

#### Élections de mars 2015
À l'issue du 1er tour des élections départementales de 2015, trois binômes sont en ballottage : Jean-Paul Diconne et Violaine Gillet (Union de la Gauche) avec 35,73 %, Valérie Guillarme et Guy Moriau (FN) avec 34,91 % et Annick Ragondet et Benoît Regnault (UMP) avec 29,36 %. Le taux de participation est de 52,3 % (6 741 votants sur 12 890 inscrits) contre 50,75 % au niveau départemental et 50,17 % au niveau national.
Au second tour, Jean-Paul Diconne et Violaine Gillet sont élus avec 36,98 % des suffrages exprimés et un taux de participation de 55,21 % (2 521 voix pour 7 116 votants et 12 890 inscrits).

#### Élections de juin 2021
Le premier tour des élections départementales de 2021 est marqué par un très faible taux de participation (33,26 % au niveau national). Dans le canton de Gergy, ce taux de participation est de 33,75 % (4 471 votants sur 13 247 inscrits) contre 32,7 % au niveau départemental. À l'issue de ce premier tour, deux binômes sont en ballottage : Nathalie Damy et Michel Duvernois (DVD, 36,24 %) et Violaine Gillet et Didier Réty (PS, 29,4 %).
Le second tour des élections est marqué une nouvelle fois par une abstention massive équivalente au premier tour. Les taux de participation sont de 34,36 % au niveau national, 33,9 % dans le département et 35,28 % dans le canton de Gergy. Nathalie Damy et Michel Duvernois (DVD) sont élus avec 57,44 % des suffrages exprimés (2 468 voix pour 4 674 votants et 13 248 inscrits),,.

## Composition
Le canton de Gergy comprend vingt-huit communes entières.
| Nom                           | Code Insee | Intercommunalité      | Superficie (km2) | Population (dernière pop. légale) | Densité (hab./km2) | Modifier                                    |
| ----------------------------- | ---------- | --------------------- | ---------------- | --------------------------------- | ------------------ | ------------------------------------------- |
| Gergy (bureau centralisateur) | 71215      | CA Le Grand Chalon    | 38,84            | 2 569 (2022)                      | 66                 | modifier les données · modifier les données |
| Allerey-sur-Saône             | 71003      | CA Le Grand Chalon    | 16,42            | 809 (2022)                        | 49                 | modifier les données · modifier les données |
| Bey                           | 71033      | CC Saône Doubs Bresse | 8,92             | 869 (2022)                        | 97                 | modifier les données · modifier les données |
| Les Bordes                    | 71043      | CC Saône Doubs Bresse | 2,28             | 84 (2022)                         | 37                 | modifier les données · modifier les données |
| Bragny-sur-Saône              | 71054      | CC Saône Doubs Bresse | 14,79            | 677 (2022)                        | 46                 | modifier les données · modifier les données |
| Charnay-lès-Chalon            | 71104      | CC Saône Doubs Bresse | 9,24             | 192 (2022)                        | 21                 | modifier les données · modifier les données |
| Clux-Villeneuve               | 71578      | CC Saône Doubs Bresse | 15,36            | 301 (2022)                        | 20                 | modifier les données · modifier les données |
| Damerey                       | 71167      | CC Saône Doubs Bresse | 11,62            | 548 (2022)                        | 47                 | modifier les données · modifier les données |
| Demigny                       | 71170      | CA Le Grand Chalon    | 29,63            | 1 769 (2022)                      | 60                 | modifier les données · modifier les données |
| Écuelles                      | 71186      | CC Saône Doubs Bresse | 9,93             | 255 (2022)                        | 26                 | modifier les données · modifier les données |
| Lessard-le-National           | 71257      | CA Le Grand Chalon    | 10,56            | 662 (2022)                        | 63                 | modifier les données · modifier les données |
| Longepierre                   | 71262      | CC Saône Doubs Bresse | 12,05            | 161 (2022)                        | 13                 | modifier les données · modifier les données |
| Mont-lès-Seurre               | 71315      | CC Saône Doubs Bresse | 6,43             | 188 (2022)                        | 29                 | modifier les données · modifier les données |
| Navilly                       | 71329      | CC Saône Doubs Bresse | 9,68             | 405 (2022)                        | 42                 | modifier les données · modifier les données |
| Palleau                       | 71341      | CC Saône Doubs Bresse | 10,68            | 254 (2022)                        | 24                 | modifier les données · modifier les données |
| Pontoux                       | 71355      | CC Saône Doubs Bresse | 13,77            | 276 (2022)                        | 20                 | modifier les données · modifier les données |
| Saint-Didier-en-Bresse        | 71405      | CC Saône Doubs Bresse | 11,29            | 183 (2022)                        | 16                 | modifier les données · modifier les données |
| Saint-Gervais-en-Vallière     | 71423      | CC Saône Doubs Bresse | 16,27            | 440 (2022)                        | 27                 | modifier les données · modifier les données |
| Saint-Loup-Géanges            | 71443      | CA Le Grand Chalon    | 25,72            | 1 643 (2022)                      | 64                 | modifier les données · modifier les données |
| Saint-Martin-en-Gâtinois      | 71457      | CC Saône Doubs Bresse | 7,29             | 120 (2022)                        | 16                 | modifier les données · modifier les données |
| Saint-Maurice-en-Rivière      | 71462      | CC Saône Doubs Bresse | 18,57            | 523 (2022)                        | 28                 | modifier les données · modifier les données |
| Sassenay                      | 71502      | CA Le Grand Chalon    | 18,91            | 1 601 (2022)                      | 85                 | modifier les données · modifier les données |
| Saunières                     | 71504      | CC Saône Doubs Bresse | 7,40             | 83 (2022)                         | 11                 | modifier les données · modifier les données |
| Sermesse                      | 71517      | CC Saône Doubs Bresse | 8,36             | 246 (2022)                        | 29                 | modifier les données · modifier les données |
| Toutenant                     | 71544      | CC Saône Doubs Bresse | 13,62            | 173 (2022)                        | 13                 | modifier les données · modifier les données |
| Verdun-Ciel                   | 71566      | CC Saône Doubs Bresse | 24,46            | 1 838 (2022)                      | 75                 | modifier les données · modifier les données |
| Verjux                        | 71570      | CC Saône Doubs Bresse | 12,09            | 508 (2022)                        | 42                 | modifier les données · modifier les données |
| Canton de Gergy               | 7116       |                       | 384,18           | 17 377 (2022)                     | 45                 | modifier les données                        |

## Démographie
En 2022, le canton comptait 17 377 habitants, en évolution de −0,16 % par rapport à 2016 (Saône-et-Loire : −1,06 %, France hors Mayotte : +2,11 %).
| 2013   | 2018   | 2022   |
| ------ | ------ | ------ |
| 17 305 | 17 406 | 17 377 |